# Howard (Pennsylvania)
Howard è un comune (borough) degli Stati Uniti d'America, situato nello stato della Pennsylvania, nella contea di Centre.